# United Trinity

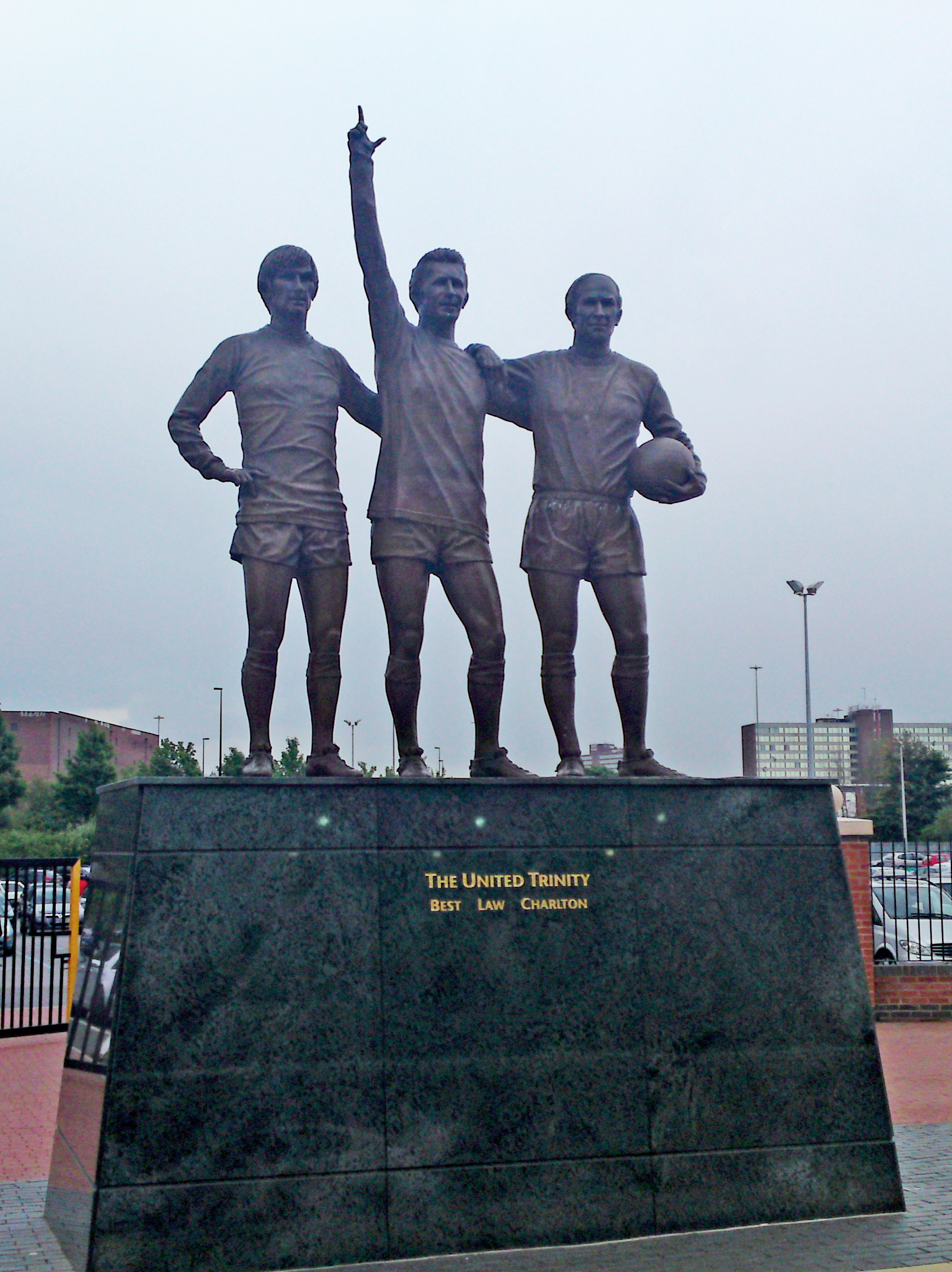
A United Trinity, a három Aranylabdás: (balról) George Best, Denis Law, és Bobby Charlton közös szobra az Old Traffordon.

A United Trinity vagy Holy Trinity (a magyar sportsajtóban legtöbbször Szentháromság vagy manchesteri Szentháromság) a Manchester United legendás triójának, az egyaránt Aranylabdás George Best, Bobby Charlton, Denis Law hármasának beceneve. Ők hárman segítették 1968-ban Bajnokcsapatok Európa-kupája győzelemhez a Unitedet, amely a labdarúgás történetének első brit nemzetközi kupagyőztes csapata lett. 

## A United Trinity története
Charlton tagja volt a Busby Bébiknek, egy tehetséges fiatal és saját nevelésű játékosok csoportjának, amely a klub akadémiájáról indulva Jimmy Murphy és Matt Busby irányítása alatt vált Európa egyik legjobb csapatává. Joe Armstrong 1951-ben Charltont, 1961-ben pedig Bestet fedezte fel, majd vitte a klubhoz.
Charlton 1956. október 6-án, a Charlton Athletic elleni 4-2-re megnyert bajnokin mutatkozott be a felnőttek között. Law 1962. augusztus 18-án debütált a West Bromwich Albion elleni 2-2-es döntetlen alkalmával, rá korábban a Torino játékosaként figyeltek fel, mikor remek teljesítményt nyújtott a Huddersfield Town és a városi rivális Manchester City ellen. Best 1963. szeptember 14-én, szintén West Bromwich Albion ellen játszott először a felnőtt csapatban. Első alkalommal 1964. január 18-án játszottak együtt kezdőként, a United 4-1-es győzelméből Law két góllal vette ki a részét.
Az 1960-as évek során mindhárman megkapták a legrangosabb egyéni elismerésnek számító  Aranylabdát, Law 1964-ben nyert, Charlton 1966-ban, Best 1968-ban. A Manchester United történetében azóta csak Cristiano Ronaldo vehette át a díjat 2008-ban. A három játékos összesen 665 gólt szerzett a csapat mezében 1633 hivatalos tétmérkőzésen. Bill Shankly saját elmondása szerint a Liverpool edzőjeként egy rangadó előtt a taktikai értekezleten úgy próbálta motiválni csapatát, hogy a mágnestábláról levette a triót jelképező modelleket, mondván "Ne aggódjatok, egyáltalán nem olyan jó játékosok." Mint mondta, ez csak a pszichológia része volt, akkor szerinte is Best, Law és Charlton volt a világ három legjobb labdarúgója.
Best 2005. november 25-én meghalt, miután nem tudott úrrá lenni elhatalmasodó alkoholizmusán. Law és Charlton a halálos ágyánál is meglátogatták társukat, hogy elbúcsúzzanak tőle. Egy évvel később bejelentették, hogy a trió szobra az Old Trafford bejárata előtt lesz felállítva. Az alkotást végül 2008-ban mutatták be.
Az elkövetkező években három új triumvirátust neveztek el így, köztük az akadémián nevelkedett Ryan Giggs - Paul Scholes - Gary Neville hármast, akik 1992 és 2011 között játszottak együtt az első csapatban.  A Cristiano Ronaldo - Wayne Rooney - Carlos Tévez trió, aki 2007 és 2009 között játszott együtt a Unitedben, szintén kiérdemelte a becenevet, de a Wayne Rooney- Robin van Persie- Juan Mata támadóhármast is illették a United Trinity névvel, igaz sok időt nem játszottak együtt, miután Mata 2014 januári érkezését követően van Persie 2015 júliusában távozott a klubtól.
A Trinity szobra szerepelt a Manchester United 2017-18-as szezonra készült harmadik számú mezén is.